# پاسکه
پاسکه روستایی از توابع بخش مرکزی شهرستان صومعه‌سرا بخش مرکزی  شهرستان صومعه‌سرا در استان گیلان است و
روستایی پاسكه شامل 4 محله است 1- آقا محله 2- صادق محله 3- اسد محله 4-زعفان. 
روستایی پاسکه با 156 خانوار و 624 نفر جمعيت(324 مرد ، 300 زن)، این روستا فاصله [5] کیلومتری با صومعه سرا، [14]کیلومتری با فومن، [40] کیلومتری با بندر انزلی،  [30] کیلومتری با رشت فاصله دارد. زبان آنها فارسي با گويش گيلكي است .این روستا دارای یک دبستان ابتدایی، یک دفتر مخابرات، یک خانه بهداشت،  و یک ایسگاه هواشناسی و چهار مسجد است،  از خانواده های قدیمی این روستا می توان به اسد، رهنورد، پورمیرزا، غمگسار، چاره حو، حاجتمند، شکیبا، بابایی، نامجو، خوشحال طلب، اشاره کرد. این روستا به روستایی هایی کسما، خرف، دهنده، پائین بلگور، خشت پل، شارم همجوار است.

## جمعیت
این روستا در دهستان کسما قرار دارد و براساس سرشماری مرکز آمار ایران در سال 1403 جمعیت آن 624 نفر (156خانوار) بوده‌است.